# Tingena vestita
Tingena vestita är en fjärilsart som först beskrevs av Alfred Philpott 1926a.  Tingena vestita ingår i släktet Tingena och familjen praktmalar. Inga underarter finns listade i Catalogue of Life.